# Julia Wennersten
Julia Wennersten, född 18 mars 2001, är en svensk friidrottare (häcklöpning). Hon tävlar för IK Ymer.

## Karriär
Wennersten vann SM-guld på 60 meter häck inomhus år 2021. Hon deltog i Finnkampen 2021 och kom där på en tredje plats med nytt personbästa 13,44 på 100 meter häck.
I februari 2022 vid inomhus-SM tog Wennersten guld på 60 meter häck på 8,15 sekunder, endast en hundradel från sitt personbästa.

## Personliga rekord
| Utomhus - 100 meter – 11,97 (Lerum, Sverige 23 juni 2020) - 200 meter – 25,85 (Lerum, Sverige 20 juni 2018) - 400 meter – 58,56 (Halmstad, Sverige 16 juni 2018) - 100 meter häck – 13,44 (Stockholm, Sverige 5 september 2021) - 400 meter häck – 1.01,94 (Tammerfors, Finland 1 september 2018) | Inomhus - 60 meter – 7,51 (Växjö, Sverige 23 februari 2019) - 200 meter – 25,51 (Norrköping, Sverige 6 januari 2019) - 400 meter – 57,81 (Göteborg, Sverige 3 januari 2018) - 800 meter – 2.20,00 (Norrköping, Sverige 6 januari 2019) - 60 meter häck – 8,14 (Växjö, Sverige 23 januari 2022) |